# Giannina Azar
Giannina Azar (Santo Domingo, 12 de abril de 1961) es una diseñadora de moda y empresaria dominicana. Durante su carrera ha diseñado vestidos para celebridades como Thalía, Jennifer Lopez, Beyoncé, Gwen Stefani, Greeicy, Natti Natasha, Danna Paola, Ally Brooke, Paulina Rubio, Gloria Trevi Britney Spears, Celinee Santos, entre otras. Sus diseños han aparecido en eventos como los Premios Soberano, Miss Universo, los Premios Lo Nuestro, los GLAAD Media Awards, los Premios Grammy Latinos y las semanas de la moda de República Dominicana, Costa Rica, Nueva York, Los Ángeles y Miami.

## Primeros años
Nacida en República Dominicana de ascendencia libanesa, Azar empezó a interesarse en las artes desde temprana edad, y a los cinco años obtuvo el primer lugar en concurso de pintura infantil celebrado en Seúl, Corea de Sur. Tras finalizar sus estudios secundarios, cursó una carrera en diseño gráfico en la Universidad APEC de Santo Domingo. Más adelante se graduó en diseño de moda e ilustración en el Instituto Técnico Superior Mercy Jacquez y se trasladó a la ciudad de Miami, Florida con el objetivo de formarse como diseñadora e ilustradora en la Universidad de Miami.

## Carrera

### Inicios
De regreso en su país natal, se convirtió en directora del Departamento de Artes de la Universidad Católica de Santo Domingo, y estableció una escuela de diseño que administró durante cerca de una década. Dedicada de tiempo completo al diseño de moda tras dejar la docencia, tuvo la oportunidad de elaborar la vestimenta de algunos participantes en los Premios Soberano, de reinas de belleza en el certamen Miss República Dominicana y de las representantes de la isla a Miss Universo.
En 2017 creó una colección denominada Too Much para presentarla en la feria DominicanaModa, que constaba de más de ochenta vestidos elaborados principalmente en la técnica de pedrería. Uno de estos diseños llamó la atención de la cantante y actriz mexicana Thalía, quien lució una de sus creaciones en la gala de los Premios Lo Nuestro y se convirtió en su primera clienta de relevancia internacional.

### Reconocimiento internacional
La popularidad obtenida con esta colección la llevó a diseñar el atuendo que lució Jennifer López en el videoclip de la canción «El anillo» (2018). Trabajó nuevamente con la artista estadounidense diseñando un vestido corto de pedrería azul que la cantante utilizó en algunos de sus conciertos. También en 2018 diseñó un vestido para la cantante estadounidense Britney Spears, lucido en la gala de los GLAAD Media Awards. En 2019 colaboró de nuevo con Thalía, en esta oportunidad con un vestido tipo corpiño con pedrería y brocado dorado, el cual lució en la alfombra roja de los Premios Grammy Latinos.
Un año después vistió a la modelo y actriz Clarissa Molina en el mismo evento en su versión 2020, y se encargó de diseñar la vestimenta con la que se presentaron las cantantes Greeicy Rendón, Natti Natasha, Danna Paola y Ally Brooke en su homenaje a Selena Quintanilla durante la decimoséptima edición de los Premios Juventud. En 2021 recibió un Premio Orion Star en la categoría de diseñadora latina del año, en una ceremonia celebrada en Dubai.
En 2022 diseñó el vestuario en pedrería plateada que usó la cantante Beyoncé en la portada de su disco Renaissance. El mismo año presentó una colección denominada Isola di Capri, basada en la cultura italiana, que inauguró la decimotercera edición de la RD Fashion Week y llegó a otros escenarios como el hotel Westin Palace de Madrid. También en 2022, uno de sus diseños apareció en los Premios Lo Nuestro, en esta oportunidad lucido por la cantante mexicana Yuri.

### Actualidad
En 2023, las artistas dominicanas Techy Fatule y J Noa usaron vestidos creados por Azar en la gala de los Premios Grammy Latinos. Ese mismo año, algunos de sus diseños aparecieron en eventos como RD Fashion Week, Miami Swim Week, la gala de amFAR en la ciudad de Venecia, Los Angeles Fashion Week y New York Fashion Week, entre otros.
De acuerdo con el diario dominicano El Caribe, Azar ha diseñado prendas para otras celebridades como Paulina Rubio, Gloria Trevi, Gwen Stefani, Chiquinquirá Delgado, Carmen Villalobos, Maluma, Zuleyka Rivera, Yandel y Belinda.